# Vauville, Manche
Vauville är en kommun i departementet Manche i regionen Normandie i norra Frankrike. Kommunen ligger i kantonen Beaumont-Hague som tillhör arrondissementet Cherbourg. År 2018 hade Vauville 370 invånare.

## Befolkningsutveckling
Antalet invånare i kommunen Vauville
| Referens: INSEE |